# One (U2-Lied)
One ist ein Rocksong der irischen Band U2 aus dem Jahr 1991. Er wurde im Februar 1992 als dritte Singleauskopplung des Albums Achtung Baby veröffentlicht.

## Inhalt
Während der Einspielung des Albums Achtung Baby in Berlin entstanden erhebliche Konflikte zwischen den Bandmitgliedern über die künftige musikalische Ausrichtung von U2 und die Qualität des eingespielten Materials, die eine Zukunft der Gruppe in Frage stellten.
Durch eine einfache, von Gitarrist The Edge probierte Akkordfolge fand die Band im Oktober 1990 musikalisch wieder zusammen und begann, neu inspiriert, den Song One daraus zu entwickeln. Dies markierte nach Angabe der Musiker einen Wendepunkt, da fortan auch die Arbeit am übrigen Album rasch voranschritt.
Der Text, geschrieben von Leadsänger Bono, erzählt von den Schwierigkeiten, Beziehungen mit anderen Menschen zu unterhalten, wird aber häufig auch anders gedeutet.

## Rezensionen
2004 wurde One vom Rolling Stone auf Platz 36 der 500 besten Songs aller Zeiten gewählt.

## Kommerzieller Erfolg

### Chartplatzierungen
Soloversion
| ChartsChartplatzierungen       | Höchstplatzierung | Wochen |
| ------------------------------ | ----------------- | ------ |
| Deutschland (GfK)              | 50 (10 Wo.)       | 10     |
| Irland (IRMA)                  | 1 (9 Wo.)         | 9      |
| Schweiz (IFPI)                 | 25 (13 Wo.)       | 13     |
| Vereinigte Staaten (Billboard) | 10 (20 Wo.)       | 20     |
| Vereinigtes Königreich (OCC)   | 7 (6 Wo.)         | 6      |

Mary J. Blige feat. U2
| ChartsChartplatzierungen       | Höchstplatzierung | Wochen |
| ------------------------------ | ----------------- | ------ |
| Deutschland (GfK)              | 6 (26 Wo.)        | 26     |
| Irland (IRMA)                  | 2 (20 Wo.)        | 20     |
| Österreich (Ö3)                | 1 (41 Wo.)        | 41     |
| Schweiz (IFPI)                 | 2 (46 Wo.)        | 46     |
| Vereinigte Staaten (Billboard) | 86 (1 Wo.)        | 1      |
| Vereinigtes Königreich (OCC)   | 2 (19 Wo.)        | 19     |

| ChartsJahrescharts (2006)    | Platzierung |
| ---------------------------- | ----------- |
| Deutschland (GfK)            | 24          |
| Österreich (Ö3)              | 10          |
| Schweiz (IFPI)               | 11          |
| Vereinigtes Königreich (OCC) | 35          |

### Auszeichnungen für Musikverkäufe
| Land/Region                  | Auszeichnungen für Musikverkäufe (Land/Region, Auszeichnung, Verkäufe) | Verkäufe  |
| ---------------------------- | ---------------------------------------------------------------------- | --------- |
| Brasilien (PMB)              | Gold                                                                   | 30.000    |
| Dänemark (IFPI)              | Platin                                                                 | 90.000    |
| Italien (FIMI)               | 2× Platin                                                              | 200.000   |
| Neuseeland (RMNZ)            | 2× Platin                                                              | 60.000    |
| Österreich (IFPI)            | Gold                                                                   | 25.000    |
| Spanien (Promusicae)         | 2× Platin                                                              | 120.000   |
| Vereinigtes Königreich (BPI) | Platin                                                                 | 600.000   |
| Insgesamt                    | 2× Gold · 8× Platin ·                                                  | 1.125.000 |

| Land/Region                  | Auszeichnungen für Musikverkäufe (Land/Region, Auszeichnung, Verkäufe) | Verkäufe |
| ---------------------------- | ---------------------------------------------------------------------- | -------- |
| Dänemark (IFPI)              | Platin                                                                 | 8.000    |
| Deutschland (BVMI)           | Platin                                                                 | 300.000  |
| Schweden (IFPI)              | Gold                                                                   | 10.000   |
| Vereinigtes Königreich (BPI) | Gold                                                                   | 400.000  |
| Insgesamt                    | 2× Gold · 2× Platin ·                                                  | 718.000  |

## Coverversionen (Auswahl)
- 1995: Mica Paris
- 2000: Johnny Cash
- 2003: Ray Wilson
- 2004: Joe Cocker
- 2005: Cowboy Junkies
- 2008: Keziah Jones
- 2020: Ringlstetter & Zinner

## Sonstiges
- 9. Oktober 1994: Zeche Bochum; Adrian Borland (vormals The Sound) singt als „Special Guest“ der Tour von The Convent das Stück.
- 1995 wurde das Lied von U2 gemeinsam mit Brian Eno unter dem Namen Passengers für Luciano Pavarottis Hilfsprojekt Pavarotti & Friends Together for the Children of Bosnia live in Modena eingespielt.
- Ebenfalls 1995 veröffentlichten Mitglieder der US-amerikanischen Rockband R.E.M. gemeinsam mit U2-Schlagzeuger Larry Mullen junior eine eigene Liveversion.
- Im Song Free der Lighthouse Family aus dem Jahre 2001 wird One ausführlich zitiert.